# Autobus guidato
Gli autobus guidati sono mezzi di trasporto del trasporto pubblico locale. Gli autobus guidati sono mezzi simili o derivanti dai classici autobus. Gli autobus guidati mantengono la traiettoria costante per mezzo di diverse tecniche rendendo superfluo il continuo intervento umano sul volante.  L'obiettivo di questi sistemi è di avvicinare la qualità del servizio ai sistemi classici a guida vincolata su rotaia. 
Esistono diverse soluzioni tecniche:
- O-Bahn: autobus parzialmente modificati con percorsi vincolati meccanicamente;
- Phileas: tecnologia basata su sensori magnetici installata solo negli autobus Phileas;
- Siemens Optiguide: tecnologia basata su sensori ottici installata in diversi autobus;
- Translohr: veicoli basati su mezzi vincolati da una rotaia centrale dotati di pneumatici, è l'unico ad avere qualche caratteristica tranviaria tra le quali l'impossibilità (nei veicoli di serie) di viaggiare senza guida;
- Bombardier Guided Light Transit: autobus con percorsi a via vincolata per mezzo di una rotaia centrale.
- Stream: tecnologia basata su sensori magnetici mai entrata in servizio.

In base alla realizzazione possono definirsi servizi Bus Rapid Transit.
Il Translohr e il Bombardier Guided Light Transit sono anche definiti tranvie su gomma.